# 無期迷途
『無期迷途』（むきめいと、原題:无期迷途、英題:Path to nowhere）は、中国のゲーム会社AISNO Gamesが開発し、運営・配信されているスマートフォン向けゲームアプリ。2022年10月27日にiOS版、Android版ともにサービスを開始した。

## 設定・世界観
隕星事件
正体不明の天体がとある砂漠の中央に落下しました。それにより、世界規模の災厄が幕を開けました。過去に類を見ないほどの猛烈な自然災害が頻発しました。
狂瞳病（きょうどうびょう）
精神の異常から始まる人体の異変現象です。精神の歪みの影響を受けた肉体は、過度に強化されます。時間の経過とともに、多くの患者たちの症状は悪化し、最終的には自我を失った異形の怪物と化してしまいます。
コンビクト
狂瞳病感染者の中には、自我を保ったまま強力な特殊能力を手に入れた人がいます。普通の人間よりもはるかに強大な力を持つコンビクトは、一般人と社会にとって大きな脅威となっています。
MBCC
MBCCは「ミノス危機管理局（Minos Bureau of Crisis Control）」の略称です。コンビクトに関する問題を解決するために設立された特殊組織です。MBCCは、危険なコンビクトを追跡・逮捕するだけでなく、災害によりもたらされた深刻な危機に対処するために、コンビクトの力を借りることもあります。

## 沿革
- 2022年
  - 8月11日 - 『無期迷途』の中国版をサービス開始。
  - 10月27日 - iOSおよびAndroid対応ゲームとして『無期迷途』のグローバル版をサービス開始[2]。
  - 10月27日 ~ 10月30日 - にじさんじコラボ配信[3]
- 2023年
  - 10月20日 ~ 10月26日 - グラッテアニメイト池袋本店にてコラボカフェ開催[4]同時にアニメイト池袋本店1Fにて拠点開設
- 2024年
  - 4月27日 ~ 5月20日 - FavoteriA池袋店・なんば店にてコラボカフェ開催
  - 6月18日 - 上海美術映画製作所コラボイベント「色彩芝居絵」開催
  - 10月22日 ~ 11月19日 eeo CAFEにて無期2周年コラボカフェ開催
  - 12月10日 - 大川ぶくぶコラボイベント開催
  - 12月10日 ~ 2025年1月8日 - FavoteriA池袋店・なんば店にてコラボカフェ開催
- 2025年
  - 2月27日 ~ 4月6日 - グラッテアニメイト池袋本店・渋谷・秋葉原ANNEX・名古屋・大阪日本橋にてコラボカフェ開催
  - 4月19日 ~ 5月6日 - RED° TOKYO TOWERにてコラボイベント開催

## 声優と担当キャラクター
あ行
- 浅川悠 - ナイチンゲール
- 天海由梨奈 - クリスティナ
- 石上静香 - 曜
- 石川由依 - ラーフ
- 伊瀬茉莉也 - ウェンディ
- 伊月ゆい - プリシラ
- 伊藤静 - エイレーネー
- 伊藤美来 - 夏音
- 井上喜久子 - ガロファノ
- 井上ほの花 - ラファー、ヘスティア
- 今柳りさ - 灰色の髪の少女、彼岸の介護員、フェイあひるん、ヘラあひるん、K.K.あひるん
- 石田嘉代 - パフェ
- 上田麗奈 - アリエル
- 内山茉莉 - ドリー、ゲツライコウ、タリア
- 遠藤綾 - デレーヤ
- 大空直美 - 「死恋ラジオ」（デイジー〈2代目〉）
- 大原さやか - ハクイツ
- 大橋彩香 - マンティス
- 岡井カツノリ - 空虚の傀儡、とある老人
- 大西沙織 - コフィン
- 大和田仁美 - レタ
- 小鹿なお - ライズ
- 小澤亜李 - 000

か行
- 甲斐田裕子 - クロウ
- 加隈亜衣 - ラミア
- 佳原萌枝 - ビクトリア、デモーリー
- 河実里夏 - ギャラン
- 喜多村英梨 - アイティ
- 木野双葉 - ムーア
- 熊谷海麗 - 玉骨
- 小市眞琴 - テトラ、ジョーン、ペッパー
- 古賀葵 - ヘラ
- 寿美菜子 - エウレカ
- 小林ゆう - ラングリー
- 小林裕介 - 澈
- 小清水亜美 - NOX
- 小若和郁那 - マチルダ
- 近藤玲奈 - メイス
- 久嶋志帆 - ルミニタ

さ行
- 咲谷怜奈 - ペガシ
- 真田アサミ - エンフェル
- 齋藤小浪 - ルリエカ（初代）、イグニ（初代）、フェイ（初代）
- 斎藤千和 - シャローム
- 佐倉薫 - ナチャ
- 榊原優希 - オリバー
- 櫻井みゆき - ジェイン
- 嶋村侑 - エンジェル
- 白石晴香 - アン
- 社本悠 - ホロ
- 真堂圭 - カベルネ
- 鈴木崚汰 - Mr.Fox
- 鈴代紗弓 - リン
- 島田愛野 - 辰砂、カメリアン、マキアート
- 瀬戸麻沙美 - カスロ
- 園崎未恵 - パール夫人

た行
- 高田憂希 - ルリエカ（2代目）、イグニ（2代目）、フェイ（2代目）
- 田中理恵 - ナインティナイン
- たかはし智秋 - アイン
- 竹内ゆうか - ジャスミン
- 田村睦心 - デイリン
- 高木美佑 - インイン
- 恒松あゆみ - 杜若
- 津田里穂 - シュルマ
- 藤堂真衣 - ショーン
- 鳥越まあや  - 女局長

な行
- 中恵光城 - コリン
- 野口瑠璃子 - スターゲイザー、ルヴィア・レイ
- 根津大輔 - ドナルド
- 永牟田萌 - 饅頭
- ニケライ・ファラナーゼ - パイン
- 永瀬アンナ - グレイヴ

は行
- 土師孝也 - テッド
- 葉山翔太 - カワカワ
- 長谷川育美 - ビアンカ
- 花守ゆみり - ヘカテー
- 原由実 - アデラ
- 引坂理絵 - トト
- 福原綾香 - ゾーヤ
- 藤井ゆきよ - イヴ
- 古川慎 - レヴィ
- 弘松芹香 - チェルシー伯爵
- ファイルーズあい - EMP
- 星希成奏 - 「死恋ラジオ」（デイジー〈初代〉）

ま行
- 前田佳織里 - ガオ
- 松井暁波 - ミラ
- 松井菜桜子 - カシア
- 松浦チエ - マックイーン
- 眞對友樹也 - 男局長
- 三浦礼 - クズリ
- 松田利冴 - パルギア
- 真野あゆみ - ハーメル、菫
- 三木美 - イェレナ
- 三石琴乃 - 容疑者R
- 三宅健太 - レゲット
- 村井美里 - ヴァトゥール
- 室元気 - ユウレン
- 望田ひまり - 無患子
- 森優子 - ヒパティア

や行
- 矢野優美華  - ケルビン、リザー
- 安野希世乃  - ラビリンス
- 山岡ゆり - 煙煙
- ゆかな - エブン
- 柚木涼香 - ユーニ
- 吉咲みゆ - アイカ
- 湯浅かえで - L.L.
- 柚井みと - ゼファー

ら行
わ行
- 渡部紗弓  - コージ
- 渡辺優里奈 - リサロ
- 綿貫竜之介  - デーモン
- 渡谷美帆 - ドーヴ

英字
- Lynn  - K.K.
- M・A・O - コクリコ

## コラボレーション
- アニメイトカフェグラッテ
  - 「無期迷途 × グラッテ」コラボ（2023年10月20日 - 10月26日・アニメイト池袋本店）
  - 「無期迷途 × グラッテ」コラボ第2弾（2025年2月27日 - 4月6日・アニメイト池袋本店/渋谷店/秋葉原ANNEX店/名古屋店/大阪日本橋店）
- FavoteriA
  - 「無期カフェコラボ」（前半2024年4月27日 - 5月9日、後半5月10日 - 5月20日・池袋店2F/なんば店）
  - 「無期迷途 × 大川ぶくぶ 記念コラボカフェ」（前半2024年12月10日 - 12月22日、後半12月23日 - 2025年1月8日・池袋店2F/なんば店）
- eeo Cafe
  - 「無期2周年コラボカフェ」（前半2024年10月22日 - 11月4日、後半11月6日 - 11月19日・池袋店）
- RED° TOKYO TOWER
  - 「無期迷途 in RED° TOKYO TOWER」（2025年4月19日 - 5月6日）